# Equitazione ai Giochi della XVI Olimpiade - Dressage individuale
La competizione del dressage individuale di equitazione dei Giochi della XVI Olimpiade si è svolta i giorni 15 e 16 giugno 1956 allo stadio Olimpico di Stoccolma.

## Classifica finale
| Pos.    | Binomio                      | Binomio            | Nazione          | Punti  |
| Pos.    | Cavaliere                    | Cavallo            | Nazione          | Punti  |
| ------- | ---------------------------- | ------------------ | ---------------- | ------ |
| Oro     | Henri Saint Cyr              | Juli               | Svezia           | 860,00 |
| Argento | Lis Hartel                   | Jubilee            | Danimarca        | 850,00 |
| Bronzo  | Liselott Linsenhoff          | Adular             | Germania         | 832,00 |
| 4       | Gehnäll Persson              | Knaust             | Svezia           | 821,00 |
| 5       | André Jousseaume             | Harpagon           | Francia          | 814,00 |
| 6       | Gottfried Trachsel           | Kursus             | Svizzera         | 807,00 |
| 7       | Gustaf Adolf Boltenstern Jr. | Krest              | Svezia           | 794,00 |
| 8       | Henri Chammartin             | Wöhler             | Svizzera         | 789,00 |
| 9       | Hannelore Weygand            | Perkunos           | Germania         | 785,00 |
| 10      | Gustav Fischer               | Vasello            | Svizzera         | 750,00 |
| 11      | Sergey Filatov               | Ingas              | Unione Sovietica | 744,00 |
| 12      | António de Almeida           | Feitiço            | Portogallo       | 743,00 |
| 13      | Else Christophersen          | Diva               | Norvegia         | 739,00 |
| 14      | Anneliese Küppers            | Afrika             | Germania         | 729,00 |
| 15      | Aleksandr Vtorov             | Repertoir          | Unione Sovietica | 726,00 |
| 16      | Gheorghe Teodorescu          | Palatin            | Romania          | 721,00 |
| 17      | Robert Borg                  | Bill Biddle        | Stati Uniti      | 720,00 |
| 18      | Nikolay Sitko                | Skatchek           | Unione Sovietica | 700,00 |
| 19      | Hermann Zobel                | Monty              | Danimarca        | 673,00 |
| 20      | Leonard Lafond               | Rath Patrick       | Canada           | 657,00 |
| 21      | Lorna Johnstone              | Rosie Dream        | Gran Bretagna    | 655,00 |
| 22      | Jean-Albert Brasu            | Vol d'Amour        | Francia          | 648,00 |
| 23      | Inger Lemvigh-Müller         | Bel Ami            | Danimarca        | 644,00 |
| 24      | Nicolae Mihalcea             | Mihnea             | Romania          | 625,00 |
| 25      | Lilian Williams              | Pilgrim            | Gran Bretagna    | 616,00 |
| 25      | Robert Lattermann            | Danubia            | Austria          | 616,00 |
| 27      | Anne-Lise Kielland           | Clary              | Norvegia         | 601,50 |
| 28      | Alexis Pantchoulidzew        | Lascar             | Paesi Bassi      | 586,50 |
| 29      | Bodil Russ                   | Corona             | Norvegia         | 572,00 |
| 30      | Elaine Watt                  | Connecticut Yankee | Stati Uniti      | 568,00 |
| 31      | Mauno Roiha                  | Laaos              | Finlandia        | 562,00 |
| 32      | Jean Salmon                  | Kipling            | Francia          | 554,00 |
| 33      | Nicolae Marcoci              | Corvin             | Romania          | 516,00 |
| 34      | Alexander Sagadin            | Cyprius            | Austria          | 513,00 |
| 35      | Jorge Cavoti                 | Carnavalito        | Argentina        | 483,50 |
| 36      | Krum Lekarski                | Edgard             | Bulgaria         | 396,50 |